# Kim Kitsuragi
Kim Kitsuragi es un personaje ficticio del videojuego Disco Elysium de 2019. Kitsuragi es un teniente de policía de la ficticia Milicia Ciudadana de Revachol (RCM) y el compañero del detective Harrier Du Bois, el protagonista del juego. En contraste con la personalidad más vibrante e impredecible de Du Bois, Kitsuragi actúa de manera estoica y seria. El actor de doblaje de Kitsuragi es Jullian Champenois, residente en Bruselas. Fue elegido tras años de búsqueda de un actor que fuera capaz de darle la voz que se buscaba, más en concreto su acento francés.
Es gay y mestizo; parte seolita y parte revacholiano, cada uno de estos sitios basado en varios países asiáticos y europeos, pero principalmente en Japón y Francia, respectivamente.
Kim ha recibido una recepción positiva por su papel en Disco Elysium, tanto entre los aficionados como entre los críticos.

## Concepto y creación
Kim Kitsuragi es un oficial de policía que actúa como compañero no jugable del personaje jugador, Harrier Du Bois. Al diseñar a Kim, el equipo quería que los jugadores tuvieran que esforzarse en aprender más sobre Kim, en lugar de saber más cosas sobre él simplemente a través de los diálogos. Lo hicieron brindando oportunidades para que los jugadores aprendieran más sobre Kim en diversas escenas y situaciones a lo largo del juego. Du Bois tiene un «Ideario» mediante el que varias personalidades se comunican y le guían. El escritor principal del videojuego, Robert Kurvitz, señaló que Kim tenía su propio Ideario:«Me gusta pensar que Kim tiene una opción en su Ideario llamada Brigadas Aerostáticas Revolucionarias en la que lleva trabajando desde que era un adolescente... Esto aumenta los límites de aprendizaje de sus habilidades de Reacción y Conectividad».Sin embargo, aclaró que en realidad, Kim no tenía una hoja de estadísticas programada en el código como la tenía Harry, y añadió que solo conceptualizaron cuáles podrían ser algunas de sus estadísticas, para ayudar a la hora de caracterizarlo. Dijo que Kim tendría la Motricidad baja, y la Volición alta, lo que contribuye a que sea una persona tan cerrada. A lo largo del juego, Harry puede desarrollarse como un determinado tipo de agente, una mecánica del juego que permite a los jugadores definir el tipo de policía que es Harry con el tiempo, algo que Kim no hace. Kurvitz sintió que si le preguntasen qué tipo de agente es, Kim diría que «ser un tipo de agente es algo estúpido».Kim fue diseñado para encontrar a Harry divertido y, a pesar de su generalmente mejor juicio, en ocasiones complacerá sus caprichos. Kurvitz comentó que su voluntad de ir ocasionalmente en contra de sus instintos «le da una calidez muy entrañable».
Kim representa uno de los temas del juego, tener respuestas o resoluciones insatisfactorias, y sirve como una «metáfora sistémica» de Disco Elysium. Kurvitz comentó: «Lo que hace por el oficial Du Bois es lo mismo que Disco Elysium intenta hacer por el jugador: Salgamos de esta mierda», dice. «No es justo ni es fácil, pero tampoco es del todo imposible... Y oye, ya sé que no es mucho, pero puedes contar conmigo».
Al elegir al actor de doblaje de Kim, el equipo buscaba a alguien que encajara en la ciudad ficticia de Revachol y, por lo tanto, quería que Kim sonara «vagamente francés». Sin embargo, encontrar a la persona adecuada les llevó cuatro años, hasta que descubrieron a Jullian Champenois, quien se convirtió en el actor de voz de Kim. Dieron con él a través de una agencia de casting de locutores que fue contratada por el estudio, ZA/UM, para encontrar al actor de doblaje de Kim, un casting que requería un acento francés y un tono y personalidad concretas. También se proporcionó una breve descripción de Kim, así como algunos datos del inicio del juego. Tuvo su audición el verano de 2019, y fue seleccionado para el papel unos días después. Una vez elegido, se le dio acceso anticipado para jugar a la versión beta de Disco Elysium, y el coproductor Kaur Kender le pidió que no cambiara su forma de hablar porque querían su voz auténtica. Esto ayudó a que Champenois se sintiera cómodo para el papel. Kurvitz explicó que eligió a Champenois porque tenía «el tono frío, inexpresivo, y a la vez cálido» que buscaban para Kim.Champenois, al saber más del personaje, sintió que había varios aspectos de la vida de Kim que tenían paralelismos con la suya, y le emocionaba poder utilizarlos en su papel. Durante la grabación, el director artístico Jim Ashilevi y el ingeniero de sonido y actor de doblaje Mikee Goodman guiaron a Champenois a través de sus escenas, explicando el contexto y el propósito que estas tenían. Champenois apeló a su lado «solitario, tranquilo y sereno» al interpretar a Kim. El primer día de grabación fue el más largo y lento, día en el que Champenois, junto a otras personas, trabajaron para perfeccionar el tono, el vocabulario y la entonación que le darían a Kim.

## Apariciones
Kim Kitsuragi apareció por primera vez en el videojuego Disco Elysium de 2019 como uno de sus personajes principales. Como compañero frecuente del protagonista, Harrier Du Bois, puede ofrecerle ayuda durante la investigación de un asesinato, entre otras cosas, como la identidad de Harrier, teorías políticas y económicas, la región en la que se encuentran y más. Posteriormente apareció en Disco Elysium - The Final Cut, una remasterización de Disco Elysium, con contenido nuevo que involucra a Kim.

## Recepción
Kim Kitsuragi es a menudo elogiado como una parte esencial de Disco Elysium. Lauren Morton de la revista y página web de videojuegos PC Gamer declaró a Kitsuragi como la «estrella revelación» de Disco Elysium, y explica cómo «un detective lo suficientemente empático puede llevar a descubrir breves momentos de vulnerabilidad» en un personaje que de otro modo sería imperturbable.
Kim Kitsuragi ha sido elogiado por tener algunos de los mejores momentos del juego, especialmente por sus respuestas inexpresivas. Escribiendo para PC Gamer, Jody MacGregor destaca las interacciones con Kitsuragi durante una autopsia, afirmando que «su aprobación es deliciosa», «una droga tan potente que me lleva a querer probar más en el acto». Leanne Taylor-Giles también se centró en la secuencia de la autopsia en «Juegos y narrativa: teoría y práctica», elogiando las reacciones de Kitsuragi ante las elecciones del jugador que ayudan a solidificar su personalidad. Eric Van Allen, de Destructoid, quedó impresionado por los momentos de «pequeña bondad» entre Kitsuragi y el protagonista, en los que el jugador puede permitir que Kitsuragi corrija un error menor sin avergonzarse. El escritor de RPG Site, George Foster, escribió que Kitsuragi era a menudo parte de sus momentos favoritos del juego, llegando a sentir un vínculo con el personaje en momentos como en el que baila con el protagonista, se saludan con la cabeza o comparten un sándwich robado. Jimmy Donnellan de Cultured Vultures disfruta de las reacciones exasperadas de Kitsuragi hacia el protagonista, llamándolo un «personaje secundario de lo más simpático». Joe DeVader de Nintendo World Report siente que uno de los enfados de Kitsuragi se encuentra entre uno de sus momentos favoritos del juego.
Cameron Kunzelman de Waypoint describe cómo Kitsuragi parece ayudar al protagonista de forma tanto profesional como personal, y explica que «Kim está escrito de tal manera que llegué a sentir que lo conocía de verdad, y entendía el por qué de sus preocupaciones». Andy Kelly de PC Gamer elogió la escritura y la interpretación de la voz del personaje como una «presencia tranquilizadora», una «voz de la razón» retratada con una «calidez tranquilizadora y una frialdad inexpresiva y entrañable». Diego Arguello, de Inverse, también elogió a Kitsuragi por ofrecer un contraste convincente con el protagonista, «construyendo un vínculo inquebrantable de bondad que persiste durante toda la historia». Dmitry King también elogió la interpretación de Kitsuragi de la experiencia queer, incluidas sus sutiles reacciones ante otros personajes queer del juego. 
Kitsuragi ha sido nominado como uno de los mejores personajes de videojuegos de 2019 por Adventure Gamers y Fanbyte. Ha sido aclamado como «quizás el mejor personaje que hace de compañero en un juego» por Edwin Evans-Thirlwell de Eurogamer. El personaje también ha sido denominado uno de los mejores compañeros en videojuegos por escritores de Comic Book Resources, Vooks, Sirus Gaming, y Shacknews. Lillian King de Toledo Blade declaró a Kitsuragi su personaje de videojuego favorito del año, un personaje que consideraba que estaba «excepcionalmente bien escrito... reforzado por una miríada de interacciones fugaces que permiten a los jugadores descubrir la vida interior del detective, afinando su complejidad con la clase de pequeñas contradicciones que nos hacen a todos verdaderamente, caóticamente, humanos». David Molke de GamePro considera a Kitsuragi uno de sus héroes favoritos de un videojuego, describiendo cómo reacciona ante las travesuras del jugador con una mente propia, sin dejar de mostrar paciencia y lealtad. Según The Mary Sue, la popularidad de Kim es considerada una de las razones por las que Disco Elysium es uno de los mejores juegos jamás escritos. TheGamer ha declarado a Kitsuragi uno de los personajes con mejor voz en un videojuego, y uno de los mejores personajes homosexuales. Jimmy Donnellan de Cultured Vultures lo ha descrito como «el mejor ser humano jamás creado». Numerosos comentaristas destacan a Kitsuragi por su simpatía y popularidad.
En el Cyberpsychology Journal of Psychosocial Research, Piotr Klimczyk habla de ciertos jugadores que sentían fuertes deseos de ganarse la aprobación de Kitsuragi, de jugadores que han experimentado una sensación de crecimiento personal y de otros que han sentido tristeza por haber terminado el juego. Como parte de la Asociación de Investigación de Juegos Digitales, Jon Stone sugiere que la aprobación de Kitsuragi actúa como un ancla moral para el jugador, al mismo tiempo que le da capacidad de probar los límites del juego con violaciones benignas y humorísticas. En un artículo para la Facultad de Derecho de la Universidad del Norte de Illinois, Evan Bernick cita la aprobación y la amistad de Kim como una brújula moral en un sistema legal fallido. Frontiers in Virtual Reality describe cómo las molestias que Du Bois ocasiona a Kitsuragi logran un efecto de distanciamiento brechtiano como alternativa a los personajes protagonistas diseñados para lograr la inmersión de la persona jugadora.
NME menciona a Kitsuragi como un ejemplo del enfoque inteligente del juego al ficcionalizar cuestiones políticas, culturales y raciales. Fraser Brown de PC Gamer destaca un momento en el que el jugador puede intentar desafiar el racismo que se le hace a Kitsuragi, describiendo cómo «después de una conversación sin importancia aparente, reconsideré la relación que había entre Kim y su olvidadizo socio, y eso me ayudó a sentirme conectado con el mundo». Madeline Carpou de The Mary Sue también se refiere a esta secuencia como parte de «una de las mejores representaciones de la historia de la inmigración de personas asiáticas que he visto en un videojuego», y algo que contribuye a la popularidad general del personaje. Colin Spacetwinks de Waypoint conecta las apagadas esperanzas políticas de las personas que han creado el juego con los sentimientos enmascarados de sus personajes, lo que permite encontrar a Kitsuragi sorprendentemente sincero cuando dice: «Preferiría no hablar de eso».
ZA/UM ha producido una pequeña línea de prendas hechas a mano inspiradas en el videojuego, y la escritora de Kotaku, Renata Price, elogió la cazadora bomber naranja basada en la que lleva Kitsuragi, como «uno de los mejores extras en un videojuego». La chaqueta basada en Kitsuragi obtuvo elogios similares de Noelle Warner, de Destructoid. ZA/UM apeló aún más a la popularidad de Kitsuragi con el lanzamiento del «Modo Collage», una actualización que permite a los jugadores crear escenas personalizadas de personajes de Disco Elysium. Vaspaan Dastoor de TheGamer percibió una reacción negativa al anuncio de este modo de juego, y notó que a los fanáticos les preocupaba que contradijera el carácter de Kitsuragi tal y como lo pretendían los creadores del juego, quienes se encontraban en medio de una demanda por su despido de ZA/UM. Madeline Carpou de The Mary Sue consideró que el marketing en torno al «Modo Collage» era un claro ejemplo de capitalismo rosa y queerbaiting, aprovechando el entusiasmo por el interés romántico de Kitsuragi para distraer la atención del litigio en curso contra los autores originales.
El escritor principal, Robert Kurvitz, y el resto del equipo, se mostraron sorprendidos por el buen recibimiento que ha tenido Kim, y han afirmado que se han «sentido como si fuera una persona real, uno de sus amigos». Champenois se mostró igualmente sorprendido y halagado por su recepción positiva, y afirmó que había recibido muchos mensajes positivos de aficionados sobre su actuación. Durante la Eurogamer Expo 2022, se colocó un retrato de Kim Kitsuragi en la pared del stand de Disco Elysium, lo que lo llevó a convertirse en un santuario de cartas de aficionados, mensajes inspiradores y fan art del personaje.